# لایما
لایما (به اسپانیایی: Llaima) آتشفشانی چینه‌ای به ارتفاع ۳۱۲۵ متر واقع در شیلی در آمریکای جنوبی است. این آتشفشان که یکی از بزرگترین و فعالترین آتشفشان‌ها در این کشور است بخشی از پارک ملی کونگوئیلیو را تشکیل می‌دهد. لایما همچنین از نظر تعداد فوران یکی از فعالترین آتشفشان‌ها در آمریکای جنوبی شناخته می‌شود.

## مشخصات

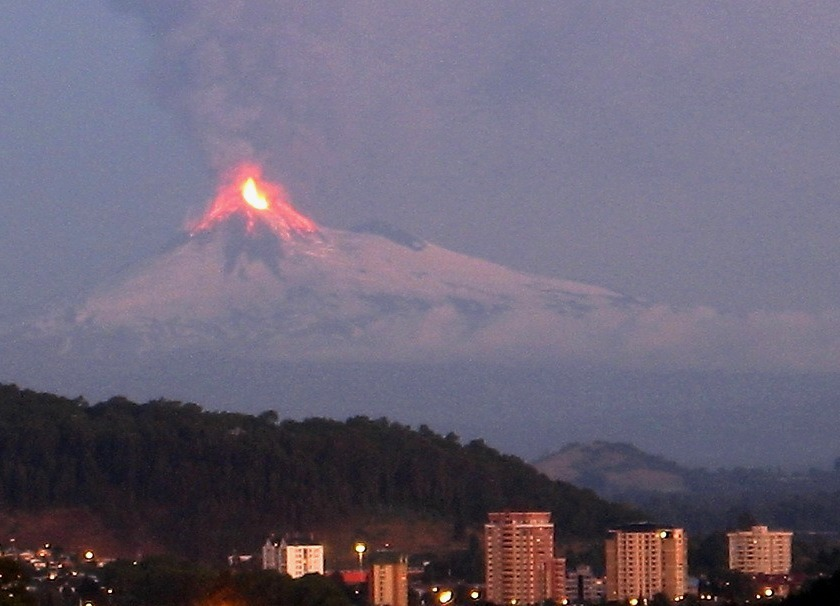
کوه لایما در حال فوران در سال 2008

لایما آتشفشان عمدتاً بازلتی تا آندزیتی مخروطی‌شکل و متقارنی است که در ۹۰ کیلومتری جنوب کالاکوی در منطقهٔ آراکونیا در جنوب مرکزی شیلی و در فاصلهٔ حدوداً ۸۰ کیلومتری شمال شرقی شهر تموکو و در حدود ۶۵۰ کیلومتری جنوب سانتیاگو، پایتخت، قرار دارد. این آتشفشان دارای دو دهانهٔ آتشفشانی فعال است که یکی در قلهٔ آتشفشان و دیگری که پیچیلایما نامیده‌می‌شود در جنوب شرقی آن به‌وجود آمده‌اند. این آتشفشان در دوران هولوسن و در درون کاسه‌ای آتشفشانی به قطر ۸ کیلومتر که در حدود ۱۳٬۲۰۰ سال پیش شکل گرفته بود ایجاد شد. به دنبال پایان‌یافتن مرحله انفجاری در ۷۲۰۰ سال پیش، شکل‌گیری ساختمان جدید آتشفشان آغاز گردید که با فوران‌های نوع استرومبولی، هاوایی و گهگاه شبه‌پلینیایی همراه بود.
لایما دارای بیش از ۴۰ دودکش آتشفشانی در دامنه‌های خود است که باعث تشکیل مخروط‌های خاکستر شده‌اند. فوران‌های این آتشفشان غالباً در امتداد شکاف‌هایی متمایل به شمال-شمال شرقی روی می‌دهد.

## فعالیت‌های آتشفشانی
لایما یکی از فعالترین آتشفشان‌ها در آمریکای جنوبی است و فوران‌های مکرر آن از سدهٔ هفدهم تا کنون به ثبت رسیده‌است. این فوران‌ها، فوران‌های انفجاری‌ای متوسط بوده که گهگاه با جریان‌های گدازه نیز همراه بوده‌است.
در سال ۲۰۰۸ فورانی روی داد که شدت آن بر پایهٔ نمایه شدت فوران آتشفشان برابر با ۳ ارزیابی شد. لایما در ساعت ۶ بعد از ظهر روز ۱ ژانویهٔ ۲۰۰۸ فوران کرد و ستونی از دود و خاکستر به ارتفاع تقریبی ۳ کیلومتر را به هوا فرستاد. همچنین جریانی از گدازه از دامنهٔ شرقی آتشفشان به سمت پایین سرازیر شد. به‌دنبال این رویداد صدها نفر از اهالی و گردشگران از منطقه گریختند و ۵۴ نفر دیگر از توریست‌ها و کارکنان پارک ملی توسط نیروهای نجات تخلیه شدند. همچنین ورود خاکستر به جو سبب شد تا مقامات فرودگاهی در آرژانتین مجبور به لغو پروازها به‌دلیل نبود دید کافی شوند. فعالیت‌های آتشفشان در طول سال نیز ادامه یافت و در ۱۰ ژوئیه، فوران‌های شدید استرومبولیایی به ارتفاع ۵۰۰ متر دربالای دهانه مشاهده گردید و اهالی مناطق اطراف آتشفشان تخلیه شدند. سه فوران خاکستر در ۲۱ اوت ۲۰۰۸ روی داد که ارتفاع ستون‌های آن به تقریباً ۴ کیلومتر می‌رسید.
آخرین فوران لایما در سال ۲۰۰۹ روی داد این فوران در آوریل آن سال و به دنبال چندین ماه فعالیت‌های لرزه‌ای خفیف اتفاق افتاد.

## نگارخانه

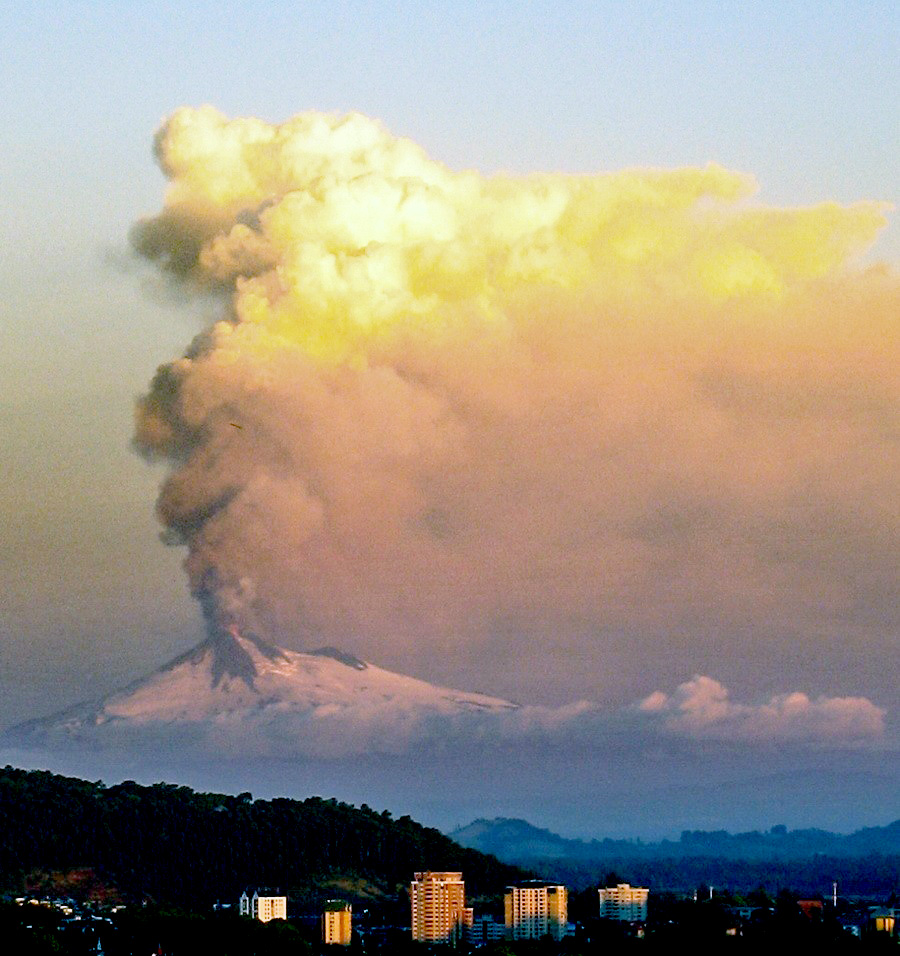
فوران لایما در ژانویهٔ ۲۰۰۸
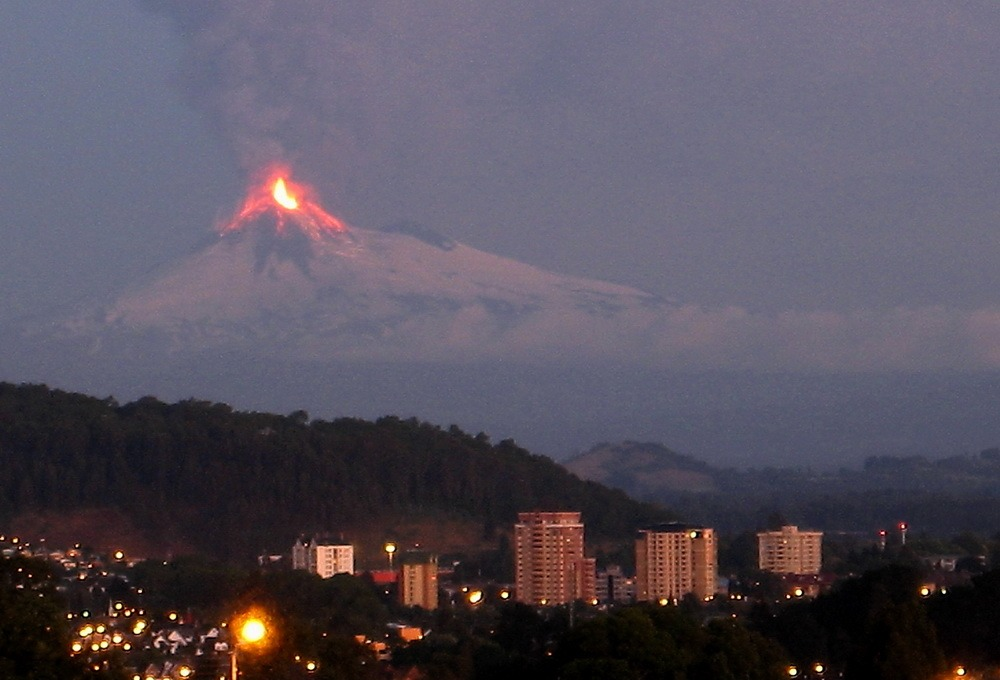
فوران لایما در ژانویهٔ ۲۰۰۸
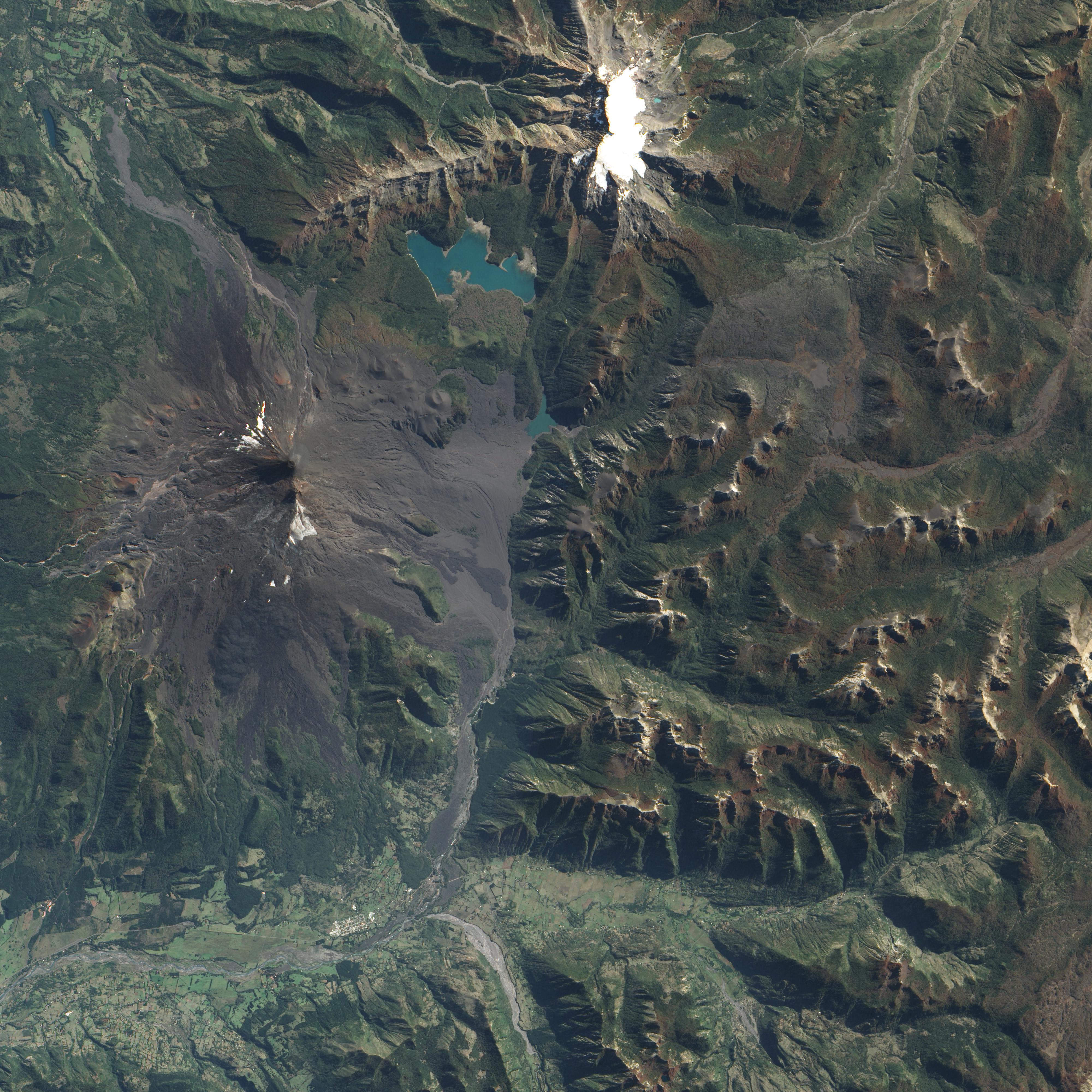
تصویر ماهواره‌ای از فوران آوریل ۲۰۰۹
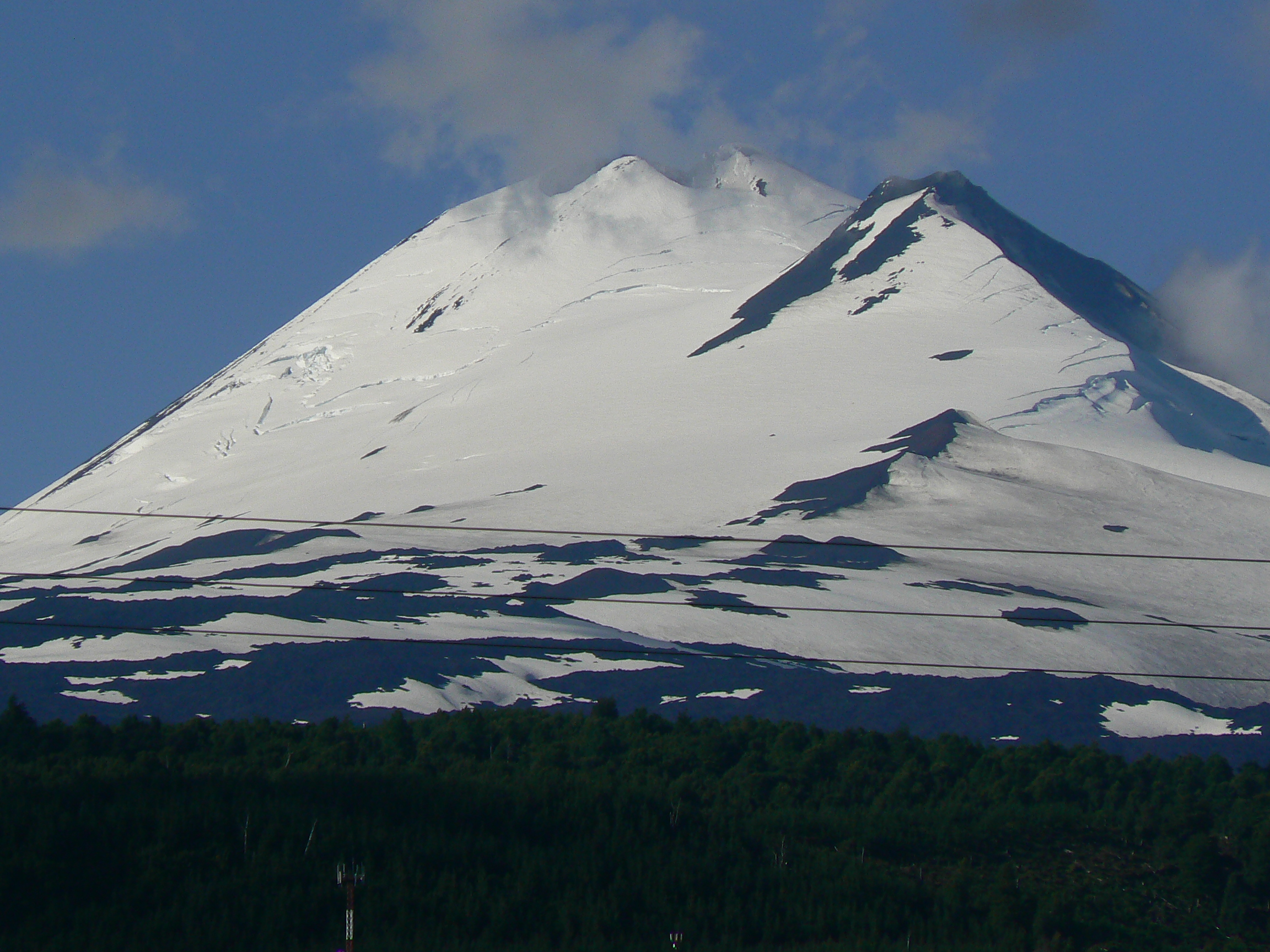
قلهٔ آتشفشان لایما
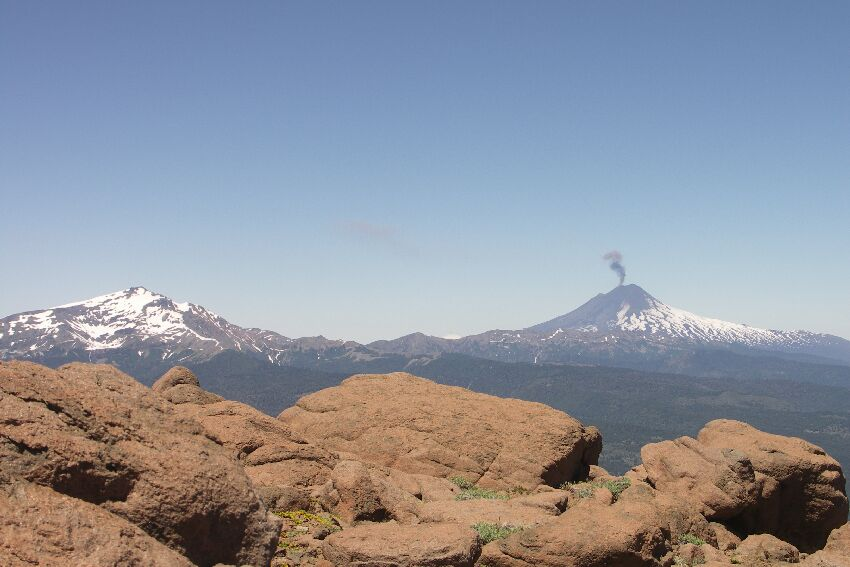
لایما چند روز پس از فوران ژانویهٔ ۲۰۰۸
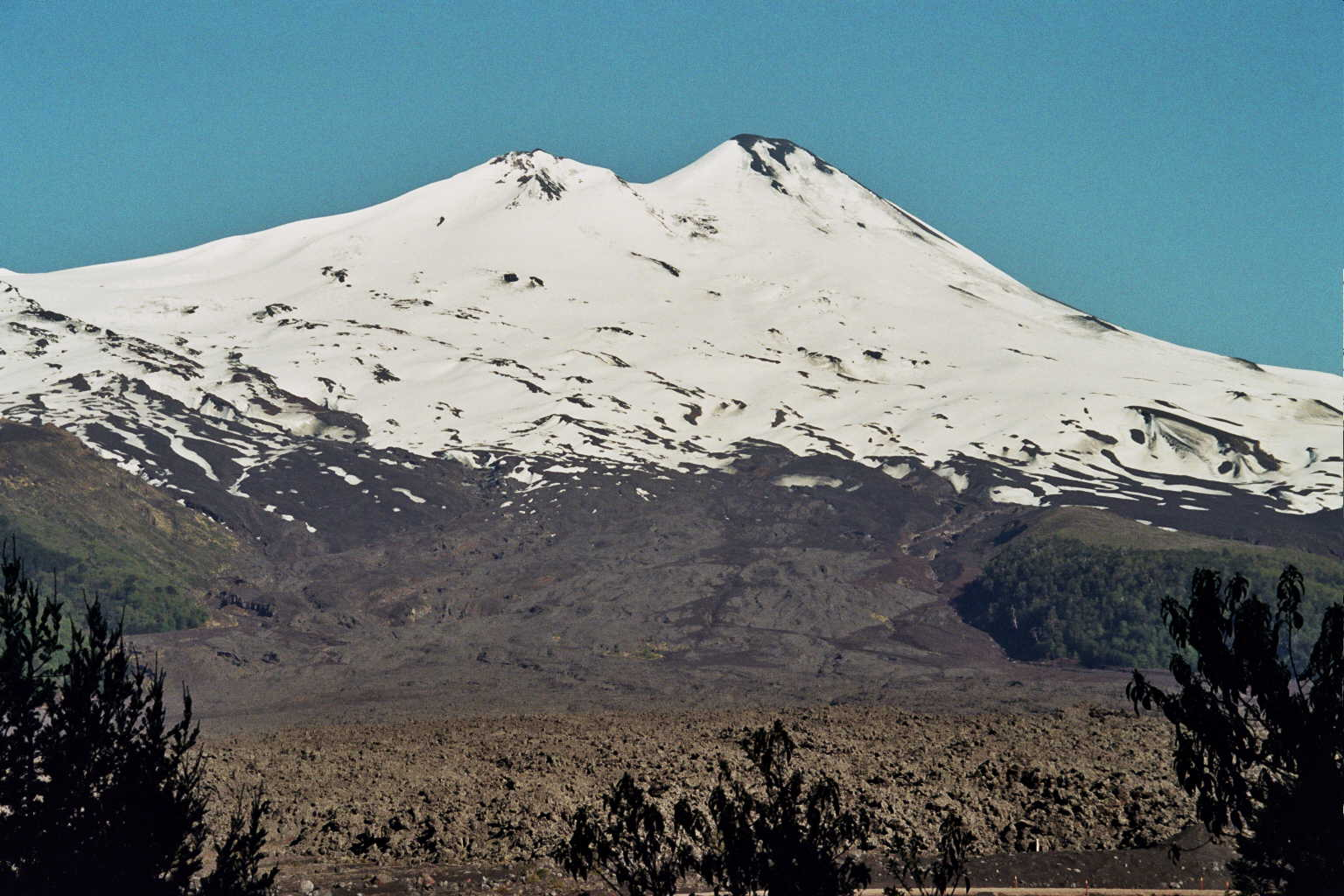
لایما و جریان‌های گدازهٔ خشک‌شدهٔ آن در زیر برف
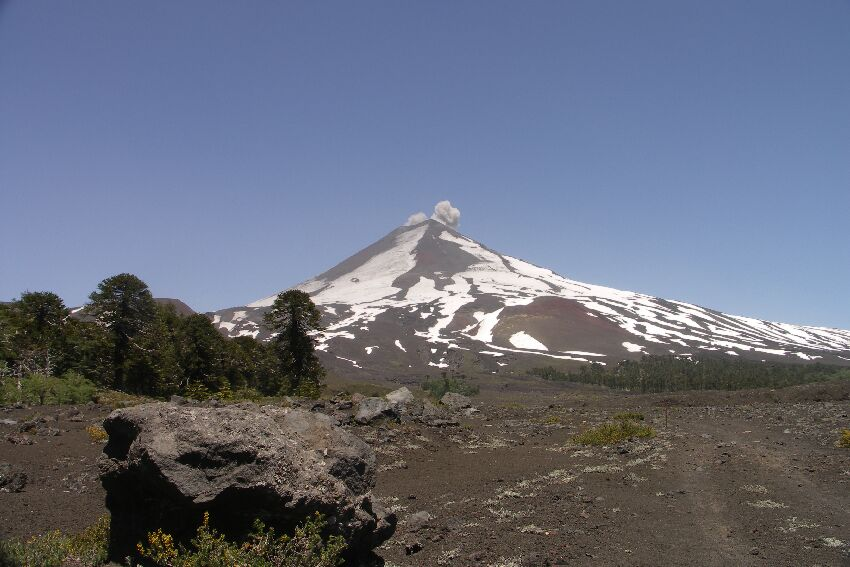
آتشفشان لایما
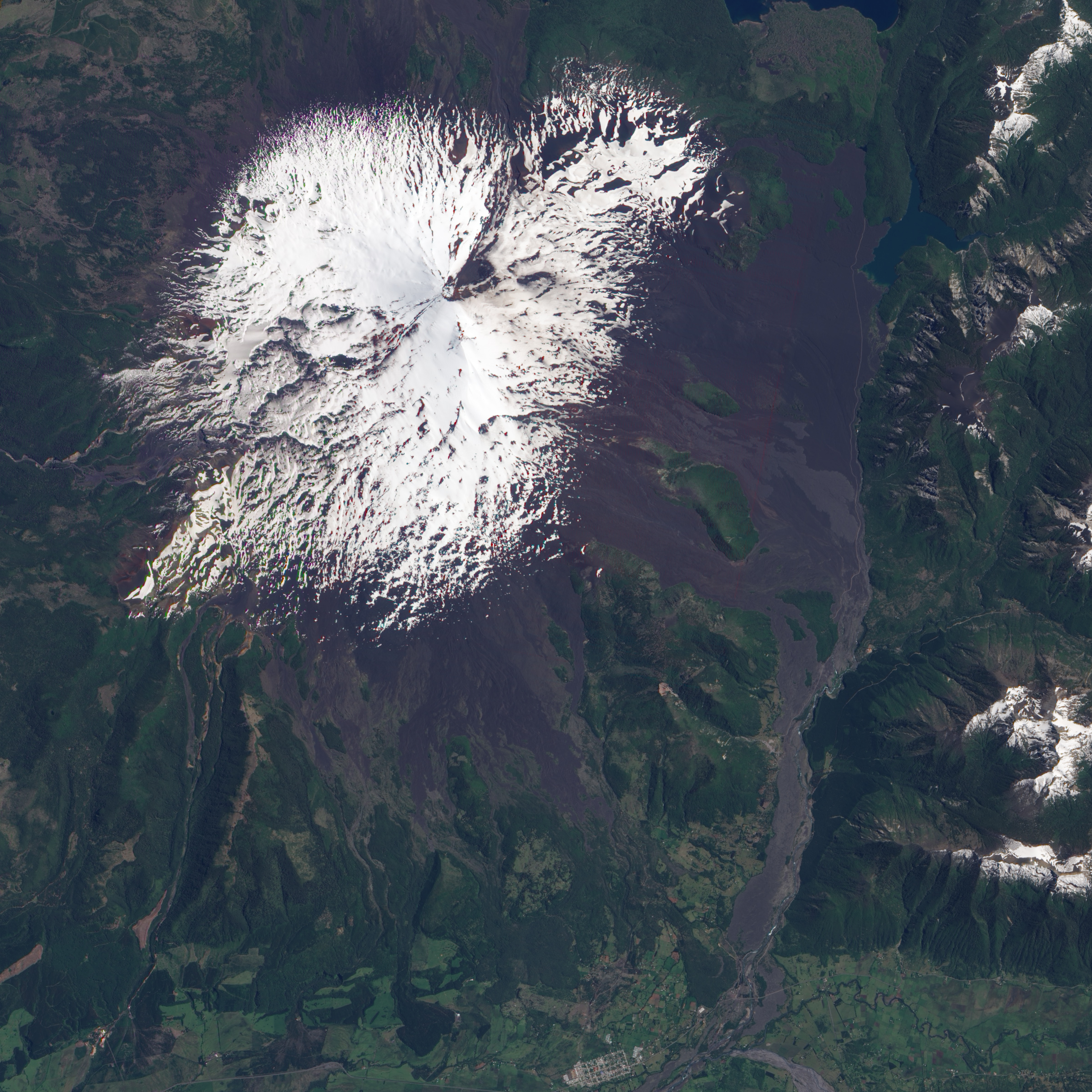
قلهٔ پوشیده از برف لایما در بهار
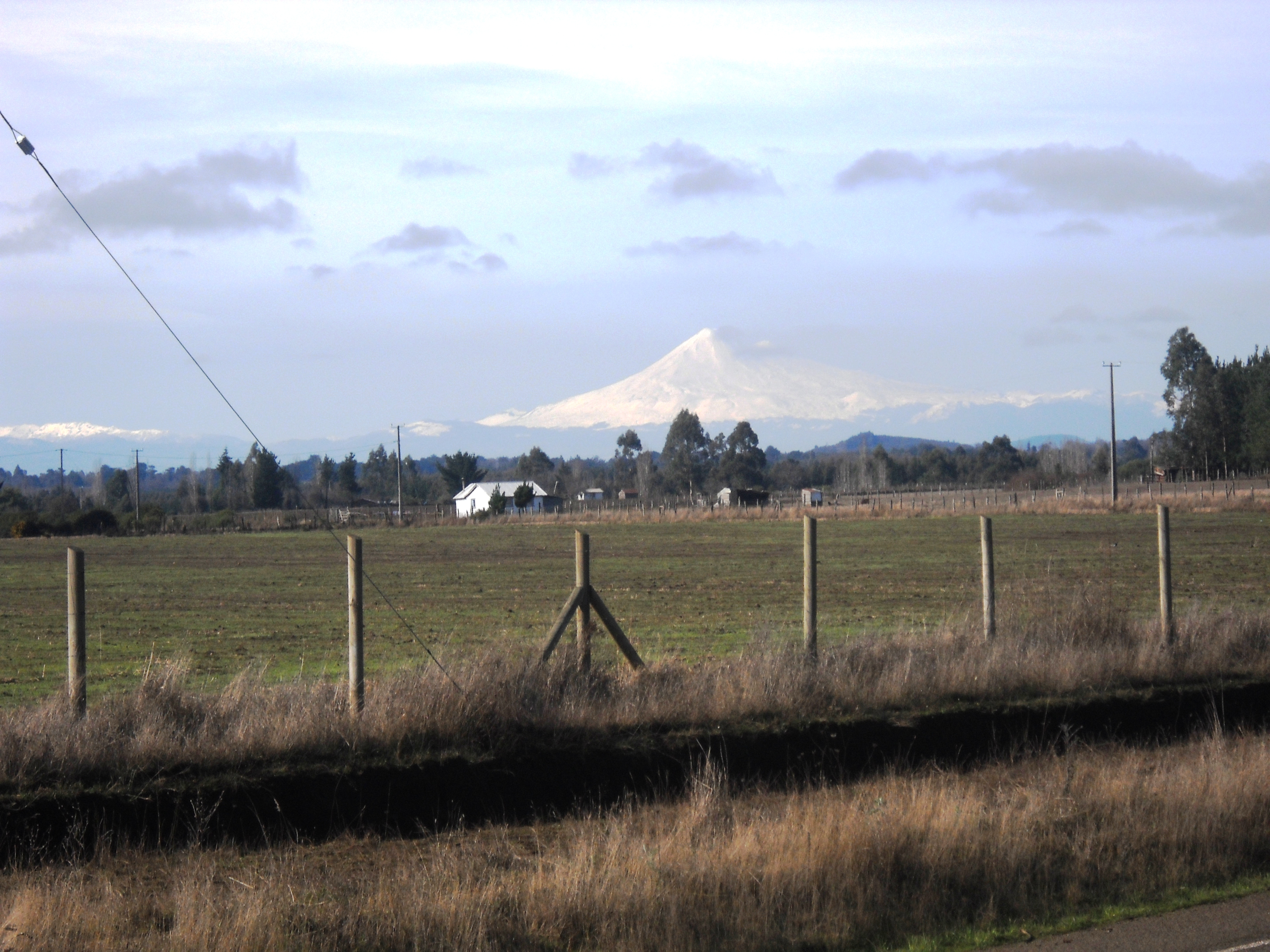
نمای لایما از شهر لاوتارو